# シアター・ロイヤル (シドニー)
座標: 南緯33度52分05秒 東経151度12分32秒 / 南緯33.868度 東経151.2088度
シアター・ロイヤル (Theatre Royal) は、シドニーにある、オーストラリアで最も歴史の長い劇場組織。シドニーにあった最初のシアター・ロイヤルは、1827年に、バーネット・リーヴィによってロイヤル・ホテルの裏手に建設されたが、リーヴィの没後、1838年に、未亡人によって売却され、シドニーのロイヤル・ヴィクトリア劇場 (the Royal Victoria Theatre) を所有していたジョセフ・ワイアット (Joseph Wyatt) の所有となったが、1840年に火災で焼失した。その後、35年間にわたり、シアター・ロイヤルは休眠状態となったが、1875年に至り、同名の新しい劇場がキャッスルリー・ストリートの, ロウ・ストリートとの角、オーストラリア・ホテルの隣に建設された。1971年から1972年にかけて、シアター・ロイヤルの建物は、同じブロックにあったほとんどの建物と同様に、MLCセンターの建設のために撤去された。建設労働者組合などの運動もあって、デベロッパーであったレンド・リースは、新たに開発される複合施設の設計に、代替となる劇場を盛り込むことになった。新たなシアター・ロイヤルは、1976年にMLCセンターのキング・ストリート108番地の、ピット・ストリートとキャッスルリー・ストリートに挟まれた場所に開設された。新たな施設は、1,180席の規模で、演劇、コメディ、ミュージカルなど、広く多様な娯楽を提供した。
2016年10月時点で、改装のためとして閉鎖されているが、再開されるか否かははっきりしていない。